# Rodney Justo
Rodney Justo (Tampa, eind jaren 40) is een Amerikaans zanger.
Justo wilde van oorsprong achter het slagwerk maar kreeg daar geen gelegenheid voor. Toen een plaatselijke band tijdens een optreden geen zanger had, schakelde Justo zich in en zat voor hij het wist vast aan E.G. and the Hi-Fis. Emilio Garcia (E.G.) lichtte de zaak op en Justo vertrok met drie andere bandleden, The Mystics was een feit. Er ontstaat een band van elf man die rhythm-and-blues speelde en dan vaak in voorprogramma’s van andere (solo-)artiesten. Deze artiesten kwam ook vaak niet verder dan de buurt en men kwam elkaar steeds tegen. Zo werden de heren weleens gevraagd te begeleiden bij Roy Orbison, Gene Pitney en Neil Sedaka; de band stond bekend als Rodney and the Mystics.
De slaggitarist van Orbison, Bobby Goldsboro, vertrok na een succesvol solosingle en Justo kan inspringen en gaat met Orbison verder. De naam van de begeleidingsband is The Candymen. Deze band, met drummer Robert Nix en later ook Dean Daughtry, nam ook een plaatje op, Georgia Pines, en splitsten zich van Orbison af. Ze brachten een tweetal albums uit en een aantal singles. Na 4,5 jaar ging de band uiteen. Justo trad toe tot Noah’s Ark, dat Purple Heart mag opnemen; het album verscheen onder de artiestennaam Noah’s Ark featuring Justo en hij werd uit de band gezet.
Vervolgens gaat Justo naar Atlanta om daar als studiomuzikant te werken en rolde op die manier de Atlanta Rhythm Section in. Hij zong op het muziekalbum Atlanta Rhythm Section, maar vertrok na een toer met Deep Purple, ARS moest de muziek inspelen bij een tekenfilm. Justo vertrok naar New York en leende zijn stem aan allerlei jingles, van Coca-Cola tot Mazda. Hij werd tevens zanger in de band rond Billy Joe Thomas. Voor een periode van zes weken trad hij op met bluesgitarist Roy Buchanan. Jingles inzingen leverde wel genoeg geld op, maar inspiratie kreeg hij er niet van; hij vertrok terug naar Tampa. Net getrouwd kreeg hij het bericht dat voormalige muziekvrienden onder de naam Beaverteeth zonder zanger zijn komen te zitten. Er werden twee albums opgenomen en Justo vertrok weer. Hij zag een loopbaan verder in de muziek niet meer zitten en neemt een "gewone" baan. In 1983 wordt hij weer gevraagd om te komen zingen in ARS, want Ronnie Hammond stopte ermee. Inderdaad trad hij met die band op, maar bleef bezig met zijn loopbaan buiten de muziek. Hij werd verkoopmanager van een drankfabriek.

## Discografie
- Candymen: 1969: The Candymen
- Candymen: 1969: The Candymen Bring You Candy Power
- Noah’s Ark: 1970: Purple Heart (single)
- ARS: 1972: ARS
- Billy Joe Thomas: 1974: Longhorns & Londonbridges
- Beaverteeth: 1977: Beaverteeth
- Beaverteeth: 1978: Dam It